# Hacıyusuflar, Battalgazi
Hacıyusuflar là một xã thuộc thành phố Malatya, tỉnh Malatya, Thổ Nhĩ Kỳ. Dân số thời điểm năm 2011 là 414 người.